# Kenedy (piłkarz)
Kenedy, właśc. Robert Kenedy Nunes do Nascimento (ur. 8 lutego 1996 w Santa Rita do Sapucaí) – brazylijski piłkarz występujący na pozycji pomocnika w hiszpańskim klubie Real Valladolid.

## Kariera klubowa
Urodzony w Santa Rita do Sapucaí w Brazylii Kenedy nosi imię byłego prokuratora generalnego Stanów Zjednoczonych i senatora Nowego Jorku Roberta Francisa Kennedy’ego. Karierę rozpoczynał w lokalnym klubie Santarritense, skąd przeniósł się do Friburguense w stanie Rio de Janeiro w wieku 11 lat. Zanim rozpoczął karierę we Fluminense, grał w Vasco da Gama i Atlético Mineiro.
Zadebiutował w dniu 28 lipca 2013 roku w meczu brazylijskiej Serie A z Grêmio. 24 maja 2014 roku zdobył swoją pierwszą bramkę, a jego drużyna zwyciężyła spotkanie z Esporte Clube Bahia. Drugą bramkę zdobył we wrześniu w meczu z Cruzeiro EC.
W dniu 26 czerwca 2015 roku podpisał kontrakt z Chelsea. Jose Mourinho powiedział, że nie zamierza wypożyczać go do Vitesse, ponieważ widzi w nim potencjał na zawodnika mogącego grać w Premier League. 22 sierpnia 2015 roku oficjalnie stał się zawodnikiem londyńskiego klubu. Tydzień później zadebiutował w spotkaniu z Crystal Palace, zmieniając w 68 minucie meczu Césara Azpilicuetę. 23 września zdobył pierwszą bramkę w pucharowym meczu z Walsall. Pierwszą ligową bramkę zdobył 1 marca 2016 roku w spotkaniu z Norwich już w 39 sekundzie tego meczu.

## Kariera reprezentacyjna
Kenedy zdobył sześć goli w ośmiu występach dla reprezentacji Brazylii U-17 na turnieju Mistrzostw Ameryki Południowej 2013. Został powołany do kadry U-20 na Mistrzostwa Świata 2015 w Nowej Zelandii, jednak nie pojechał na turniej z powodu wyrostka robaczkowego.